# Thalmässing
Thalmässing település Németországban, azon belül Bajorországban. Lakosainak száma 5433 fő (2023. december 31.). Thalmässing Titting, Nennslingen, Bergen, Heideck, Hilpoltstein és Greding községekkel határos.

## Népesség
A település népessége az elmúlt években az alábbi módon változott:
| Lakosok száma | 1240 | 1691 | 3293 | 5010 | 5155 | 5190 | 5118 | 5138 | 5303 | 5433 |
|               | 1875 | 1950 | 1975 | 1987 | 2012 | 2014 | 2016 | 2017 | 2021 | 2023 |